# Râul Valea Rece, Tărlung
Râul Valea Rece (Tărlung) este un curs de apă din județul Brașov, primul (și singurul) afluent de dreapta al râului Doftana (Tărlung) (cunoscut, de asemenea, ca Râul Doftana Ardeleană), care este la rândul său un afluent de stânga al râului Tărlung. 

## Generalități
Râul Valea Rece (Tărlung) nu are afluenți semnificativi și nici nu trece prin vreo localitate.